# 西北军官学校
西北军官学校是冯玉祥的国民军、西北军的军事学校。历史上曾有多个校名：

## 历史
1926年9月,冯玉祥从苏联考察回国到绥远省，就任国民联军司令，在包头开始筹建“国民联军军事政治学校”，校长冯玉祥兼。
1926年12月该校迁宁夏银川。
1926年12月27日在甘肃平凉宣布“国民军军官学校”成立。后又改名“西北军官学校”。王文彬为校长，并在国民军联军和杨虎城部队中选送、招收200名学员，在省立二中（今平凉一中）、省立第七师范学校及一些社会青年中招考选录了高紫岳、孟企三等10多名地方学员，编成步兵一队、步兵二队和工兵一队，主要接受政治、军事知识的学习和军政技能的训练。
1927年1月“西北军官学校”迁西安，校址设在东厅门的一所军械库内(今西安市八中驻地)。“以培养国民革命实际斗争的军人初级干部人才，实现三民主义达到世界革命为宗旨”。改名为“国民军联军第二军官学校”，1927年4月又改名为“国民军联军军事政治学校”。校长续培模（续范亭），副校长王文彬，政治部主任唐澍。共产党员刘伯坚、刘继曾、汪泽阶等担任教官或作兼职教官，苏联顾问乌斯曼诺夫等人担任学校顾问。黄埔一期的唐澍兼任主任教官，以讲授军事课为主，同时也兼任政治课，主要讲授《资本论》《政治经济学批判》和《帝国主义论》等，学生称他为“托拉斯”“辛迪加”和“唐贯贯”。“唐贯贯”的由来是讲课中引用孔子“吾道一以贯之”说明革命的道理要贯彻始终，无论遇到什么艰难险阻都不能动摇对胜利的信念。在校学生1000多人，编为步兵6个队、骑炮队、机关枪队、迫击炮队等。为了加强与社会的联系，扩大革命宣传工作，学校成立了剧团，唐澍是剧团的主要负责人。
1927年5月1日，冯玉祥在西安举行东征誓师大会，改称为“国民革命军第二集团军”，学校也随之改为“国民革命军第二集团军军事政治学校”。
1927年6月间冯玉祥出师洛阳，7月中旬“西北军官学校”迁往河南洛阳、开封。 
1930年中原大战冯玉祥战败，只带了警卫队、开封军校和零星残部约千余人撤到山西汾阳，改办汾阳军官学校。军校学员编两个大队，另编军官队。参谋长李兴中为校长，副官支应遴、手枪营营长李正兴为副校长，教育长尹心田(中共党员)。办学经费由宋哲元、张自忠接济，接受二十九军第二教导团番号。1932年2月冯玉祥通知军校扩编为抗日同盟军第一军第二师。5月初从汾阳出发，途经文水、交城、晋祠、太原、忻县、代县、雁门关、大同到达到达张家口。